# Fähre Löbnitz
Die Fähre Löbnitz war eine Fähre über die Mulde zwischen Löbnitz und Rösa an der Grenze zwischen dem Freistaat Sachsen und Sachsen-Anhalt.

## Lage
Die Fährstelle lag nordöstlich von Löbnitz und südwestlich von Rösa und war über die Fährstraße von beiden Seiten zu erreichen. Direkt am nördlichen Ufer stand ein Fährhaus, neben dem sich im 19. Jahrhundert eine nach Rösa gehörige private Schiffmühle befand.

## Geschichte

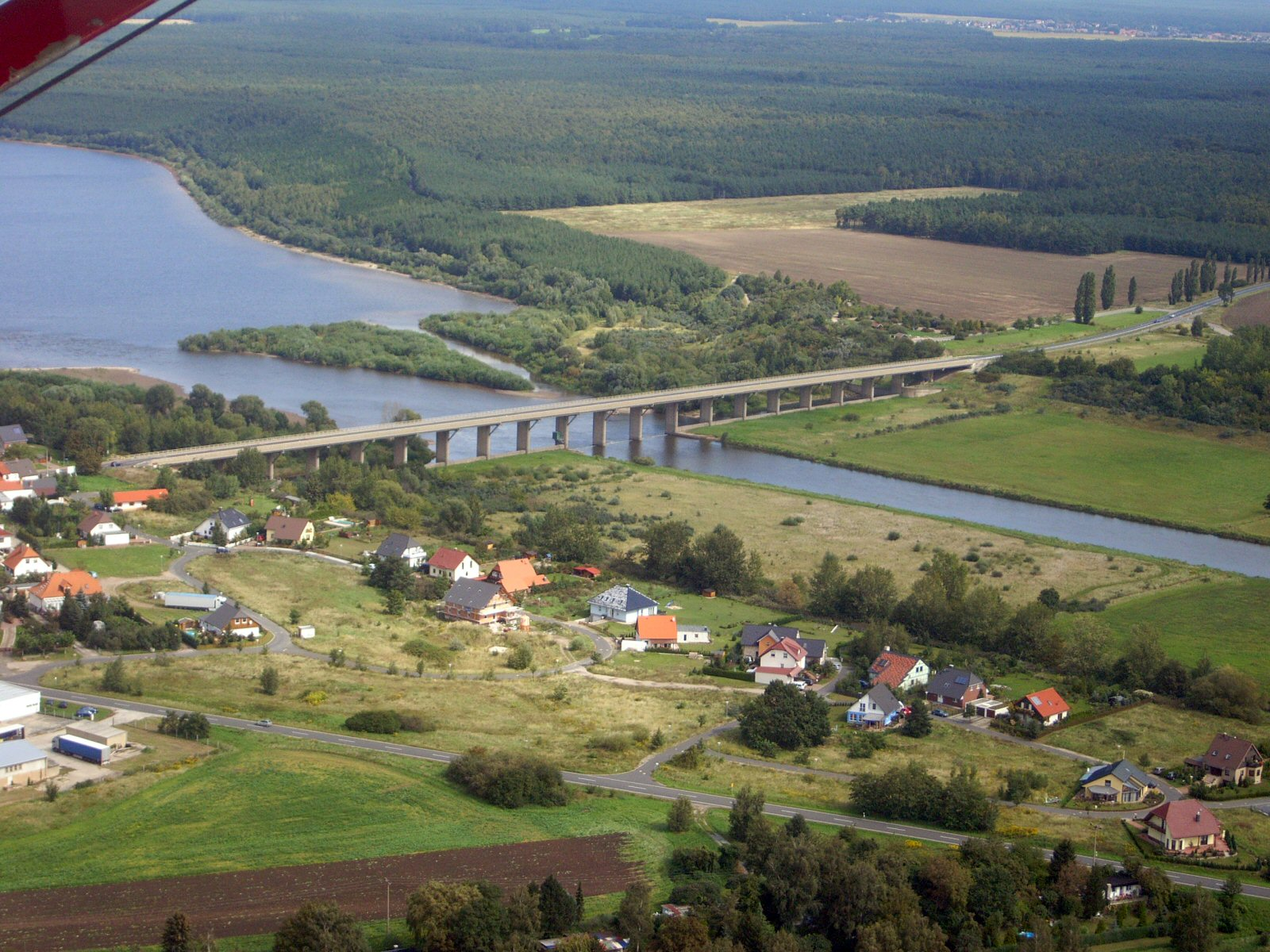
Neue Muldebrücke bei Pouch

Die Fähre Löbnitz ersetzte im ausgehenden 16. Jahrhundert eine Brücke, die hier einst die Mulde überspannte. Die Brücke entstand vermutlich durch die Bischöfe von Meißen, die in Löbnitz eine Burg besaßen, auf der sie gelegentlich residierten. Dadurch entwickelte sich Löbnitz zu einer Stadt und erhielt nach dem Vorbild von Halle (Saale) das Stadtrecht verliehen. Für die weitere Entwicklung der Stadt war eine Möglichkeit, um schnell die unweit von Löbnitz gelegene Mulde zu überqueren, unabdingbar. Nach dem Erwerb von Schloss Löbnitz durch die Herren von Schönfeldt erwarben diese auch das Recht, Brückenzoll zu erheben, von dem diese regen Gebrauch machten. Dazu war es erforderlich, direkt neben der Brücke ein Brückenhaus zu errichten, in dem der Brückner oder Zöllner wohnte, der die Muldebrücke beaufsichtigte und gleichzeitig den Brückenzoll von jedem Passanten erhob.
Im Dreißigjährigen Krieg kam der Fährbetrieb zum Erliegen. Beim gegnerischen Einfall 1637 wurde neben den Dörfern Roitzsch und Jora auch die Brücke zerstört. Löbnitz verlor damals sehr viele Einwohner und büßte das Stadtrecht ein. Der sehr kostenintensive Wiederaufbau der zerstörten Muldebrücke kam für die Herren von Schönfeldt nicht in Betracht. Diese veräußerten die jenseits der Mulde gelegenen Wiesen an die Grafen zu Solms auf Pouch und Rösa. Spätestens 1662 hatten Christoph Heinrich von Schönfeldt und dessen Vetter Johann Gottfried von Schönfeldt dafür gesorgt, dass an der Stelle der früheren Muldebrücke eine Fähre angelegt wurde, die sie an häufig wechselnde Fährmänner verpachteten. Die Fährgerechtigkeit besaßen jeweils zur Hälfte die Besitzer der beiden Löbnitzer Rittergüter Schlossteil und Hofteil. Gelegentlich führte die Entstehung von Sandbänken zum Verlegen der Fähre. Der Fährbetrieb wurde nach dem Bau der neuen Muldebrücke (F 100) östlich von Pouch 1976 eingestellt.